# Coelorinchus notatus
Coelorinchus notatus es una especie de pez de la familia Macrouridae en el orden de los Gadiformes.

## Hábitat
Es un pez bentopelágico de aguas  tropicales que vive hasta 421 m de profundidad.

## Distribución geográfica
Se encuentra en las Filipinas.